# Стручно одељење Библиотеке Бора Станковић у Врању
Стручно одељење Библиотеке Бора Станковић у Врању је специфичан фонд најстарије установе културе у овом граду, који има више од 27.000 књига. Целокупан фонд користи се искључиво у читаоници Библиотеке Бора Станковић и не може се износити изван ње, изузев малобројних књига којих има у више примерака.

## О одељењу
Књижни фонд  у овом одељењу има око 27.200 књига. Годишње се увећава за више стотина наслова (та бројка је, рецимо, у 2023. години износила 480 књига). Нови наслови набављају се куповином и поклоном Министарства културе и из других извора. Осим што се стално увећава, фонд веома брзо мења структуру, јер би у супротном једном делу стручног фонда запретила опасност од губитка актуелности и застаревања.
На Стручном одељењу Библиотеке Бора Станковић у Врању налазе се књиге из свих области науке и уметности, као и велики број речника, енциклопедија, приручника и академских уџбеника. Читаоци могу да користе и услугу међубиблиотечке позајмице, којих је неколико десетина на годишњем нивоу. Такве позајмице најчешће се остварују са Народном библиотеком Србије, Универзитетском библиотеком Светозар Марковић у Београду, Универзитетском библиотеком Никола Тесла у Нишу, Народном библиотеком Радоје Домановић у Лесковцу, Библиотеком Радоје Домановић у Сурдулици итд.
У склопу овог одељења налази се читаоница са тридесет читалачких места. Тај број често не задовољава потребе чланова библиотеке, имајући у виду велику заинтересованост, пре свега студентске и средњошколске популације, за ову врсту литературе. За коришћење читаонице обавезно је чланство у библиотеци. Искуство из новијег времена говори да корисници најчешће користе књиге из области књижевне критике, приручне литературе, историје, лингвистике, медицине и популарне психологије. 

## Галерија
- Стручна литература може да се користи само у просторијама врањске библиотеке
- Књижни фонд Стручног одељења је врло разноврстан
- Библиотекари на Стручном одељењу важна карика у раду са корисницима
- Књижевна критика је врло заступљена на овом одељењу
- Фонд Стручног одељења годишње се увећава за више стотина књига
- У склопу овог одељења налази се читаоница са тридесет читалачких места

## Види још
- Завичајно одељење Библиотеке Бора Станковић у Врању
- Позајмно одељење Библиотеке Бора Станковић у Врању
- Јавна библиотека „Бора Станковић” Врање
- Бора Станковић